# Mäntysaari (ö i Lappland, Östra Lappland, lat 66,84, long 27,54)
Mäntysaari är en ö i Finland. Den ligger i sjön Kemi träsk och i kommunen Kemijärvi i den ekonomiska regionen  Östra Lapplands ekonomiska region  och landskapet Lappland, i den norra delen av landet, 700 km norr om huvudstaden Helsingfors. Öns area är 0,5 hektar och dess största längd är 90 meter i öst-västlig riktning.